# Santa Magdalena
Santa Magdalena ist eine philippinische Stadtgemeinde in der Provinz Sorsogon. Sie hat 16.848 Einwohner (Zensus 1. August 2015).

## Baranggays
Santa Magdalena ist administrativ in 14 Baranggays unterteilt:
- La Esperanza
- Peñafrancia
- Barangay Poblacion I
- Barangay Poblacion II
- Barangay Poblacion III
- Barangay Poblacion IV
- Salvacion
- San Antonio
- San Bartolome (Talaongan)
- San Eugenio
- San Isidro
- San Rafael
- San Roque
- San Sebastian